# ジョン・ルコンプ
ジョン・ルコンプ（John LeCompt、1973年3月10日 - ）は、アメリカ合衆国アーカンソー州リトルロックのミュージシャン。
エヴァネッセンスのギタリストとしてデビューし、バンドのリーダーでもあるベン・ムーディーが脱退後も陰でバンドを支えてきたが、2007年5月エイミー・リーとの創作性の違いなどによりドラムスのロッキー・グレイと共に脱退、現在はウィー・アー・ザ・フォールン、マシーナのメンバーとして活動中。
2009年、元エヴァネッセンスのベン・ムーディー、ロッキー・グレイ、アメリカンアイドル'07のファイナリスト、カーリー・スミスソン、マーティ・オブライアンらと共に、新バンドWE ARE THE FALLEN（ウィー・アー・ザ・フォールン）を結成。
同年6月22日にハリウッドにて記者会見を行い、デビュー曲"Bury Me Alive"を発表。
2010年5月11日、デビューアルバム"Tear The World Down"をリリース。
2012年10月、マシーナはRogue Records Americaと契約、デビューアルバム「To Live and Die in the Garden of Eden」をiTunes、レーベルサイトよりデジタル版、CD版ともにリリースした。
ミュージック･ビデオ "Crown" "Tranquility"
レコーディング・スタジオ"Red Room Studios"のオーナーで、プロ・アマ、ジャンルを問わず、プロデューサー業も行っている。